# Cerámica de Teruel

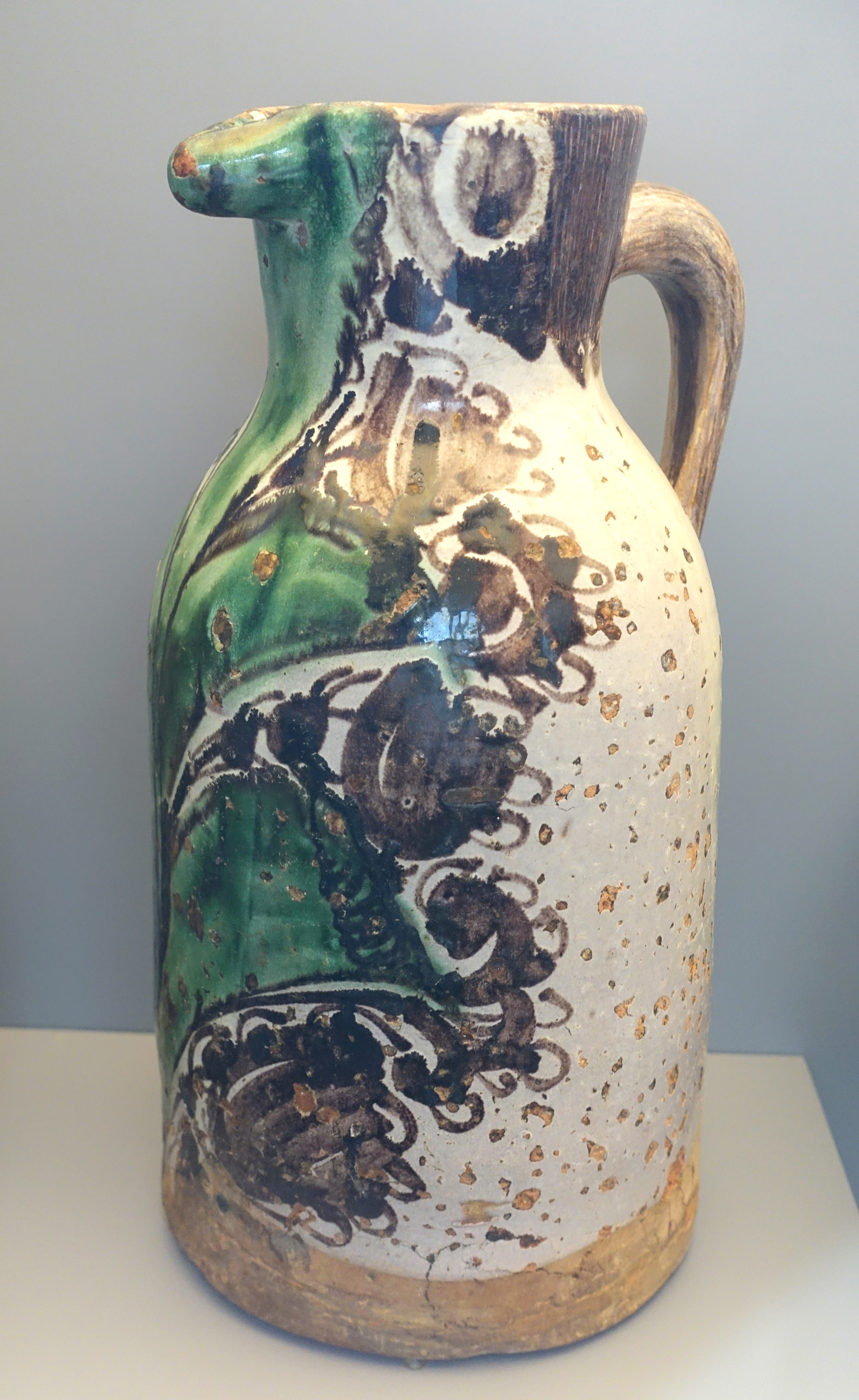
Pichella para medir el vino. Pieza de la cerámica turolense del. Museo Nacional de Artes Decorativas (Madrid, España).

Cerámica de Teruel es la alfarería, cantarería, tejería, azulejería y loza fabricada en esta capital española de la comunidad autónoma de Aragón. Su origen está documentado en el Fuero fundacional de la Villa y, en opinión de Antonio Bonet Correa, es una cerámica conservadora y popular, de cierta tosquedad e imperfección, pero de gran personalidad en cuanto a formas y elementos decorativos de raíz musulmana y mudéjar. Tiene su mejor y más bella representación en la cerámica verde y manganeso o loza "verdimorada" de Teruel.

## Historia
El Fuero de Teruel menciona en 1176 la presencia en la población de "maestros de ollas". Por su parte, el historiador y ceramista Llubiá asegura que la alfarería nace con la propia fundación de la Villa de Teruel en 1171, y extra del mencionado Fuero fundacional la referencia a "maestros de ladrillos y tejas", en un capítulo, y en otro a los "maestros de cántaros y ollas".

### Técnica y tipología
Seseña relata que, a partir de una alfarería de torno de pie y con una sola cocción en el horno, se fabricaron ollas, pucheros de diferentes tamaños y formas (peroles, cazuelas), con sus "coberteras" (tapaderas de barro de diámetro parejo a la vasija), cucharones ("catador"),, botes de farmacia, curiosas jarras con "ojos pintados a ambos lados del pico vertedor", aceiteras ("olieras" o alcuzas), morteros con "costillas" o mamelots, orzas panzudas con o sin asas, lebrillos, platos y otras muchas piezas que todavía pueden verse en colecciones como la del Museo Provincial de Teruel.
A partir del porte singular del cántaro de Teruel, Álvaro Zamora relaciona la cantarería de la capital con la producida en Torrijas, llevada allí por alfareros de Teruel.

### Loza verdimorada
Distintos estudios y prospecciones arqueológicas en la ciudad datan el origen de la cerámica verde y manganeso en Teruel hacia el año 1250. Se trata de piezas representantes de una iconografía típica mudéjar de variados motivos abstractos (con microelementos decorativos que le dan cierta apariencia abigarrada) y representaciones más figurativas, con pavos y damas, quimeras, pintados en verde, y también en azul desde finales del siglo XIV.
En el mencionado capítulo de la decoración geométrica son típicos a partir del siglo XV los botes con lengüetas, es decir "cenefas concéntricas de ondas afrontadas".
Con el siglo XVI, la cerámica turolense empieza a registrar la influencia de la producción de Manises, tanto en la decoración como en la técnica de vidriado 'a capote' (o sea por inmersión de la pieza en el barniz, quedando esmaltadas por dentro y por fuera) que sustituyó al barniz 'a escudilla', más parcial. También se aumentó el grosor de los perfiles, siguiendo el estilo persa de Manises, con robustos frutos, piñas, discos y estrellas. Se percibe el uso del pincel-peine doble y fino para trazar diseños vegetales, y poco a poco, los temas moriscos fueron sustituidos por los cristianos, como los dragones por leones rampantes y águilas con las alas desplegadas, conservando motivos neutros como pájaros y conejos o liebres saltando. Conviven los abigarrados diseños vegetales de tradición musulmana con figuras humanas, por lo general bustos.
La influencia talaverana y catalana llega a Teruel en el transcurso de los siglos XVII y XVIII. La loza verde se hace muy popular, mientras la decorada en azul se refina con decoraciones chinescas o series esponjadas de inspiración italiana (fayenzas de Génova y Savona). También se percibirán en el siglo XVIII algunos temas de la cerámica de Alcora. Este conjunto de competencias exteriores de focos más productivos, llevaría a la loza turolense del siglo XIX hacia la simplificación y el abaratamiento, manteniendo cierta personalidad en piezas como las benditeras.

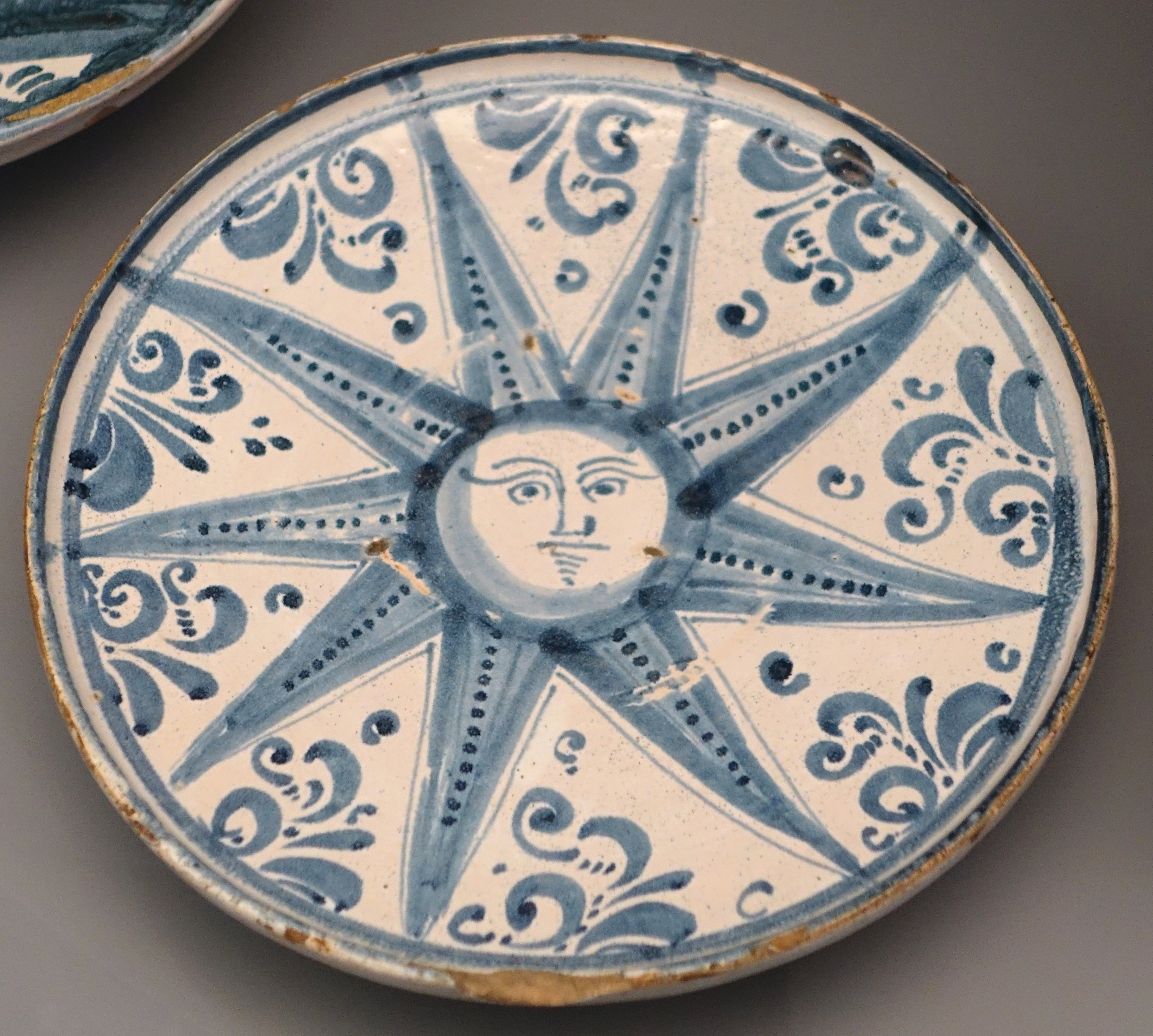
Salvilla (equivalente a la fuente o plato llano grande) en esmalte azul. Museo Nacional de Artes Decorativas (Madrid, España)
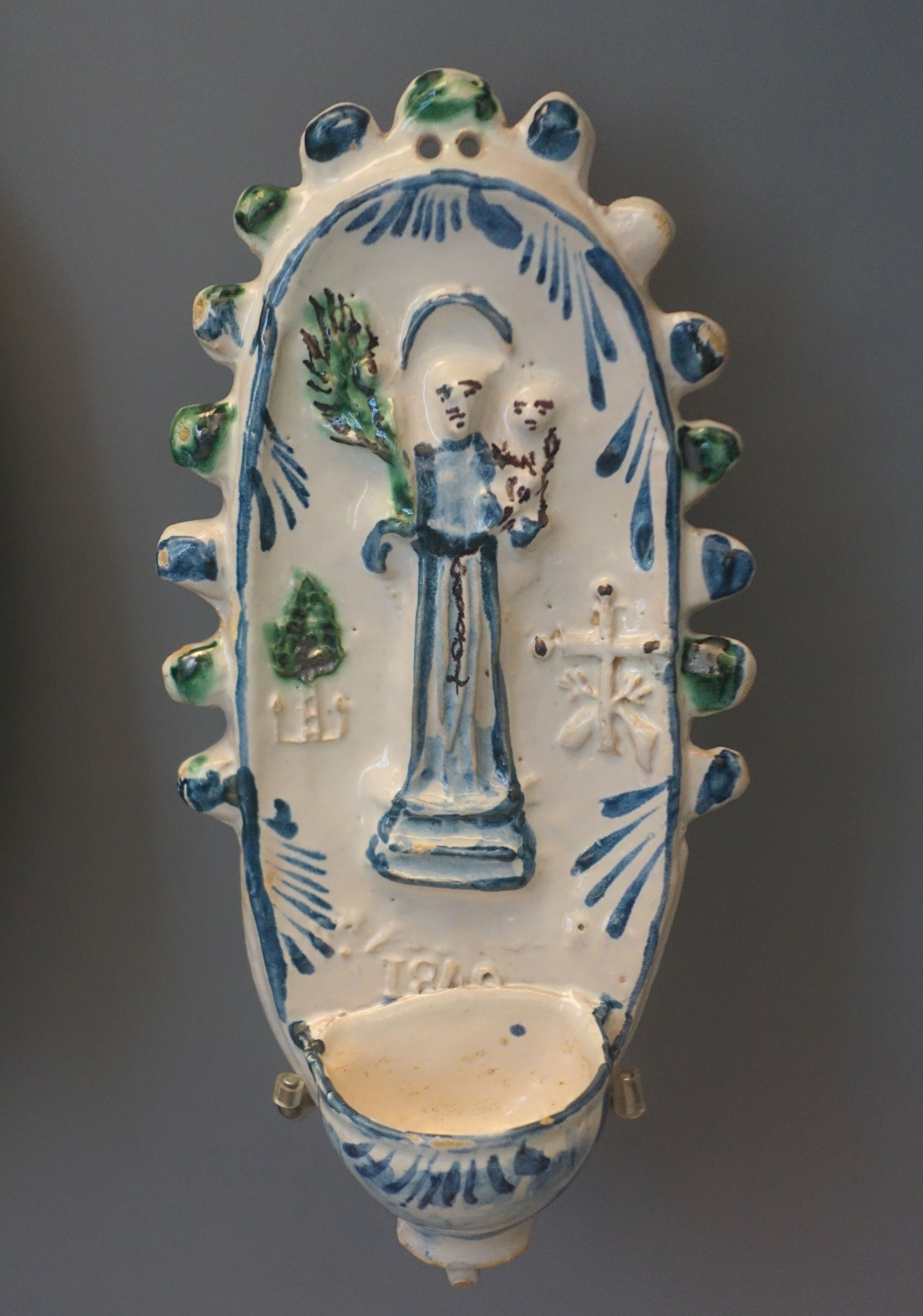
Pila benditera (1840). Museo Nacional de Artes Decorativas
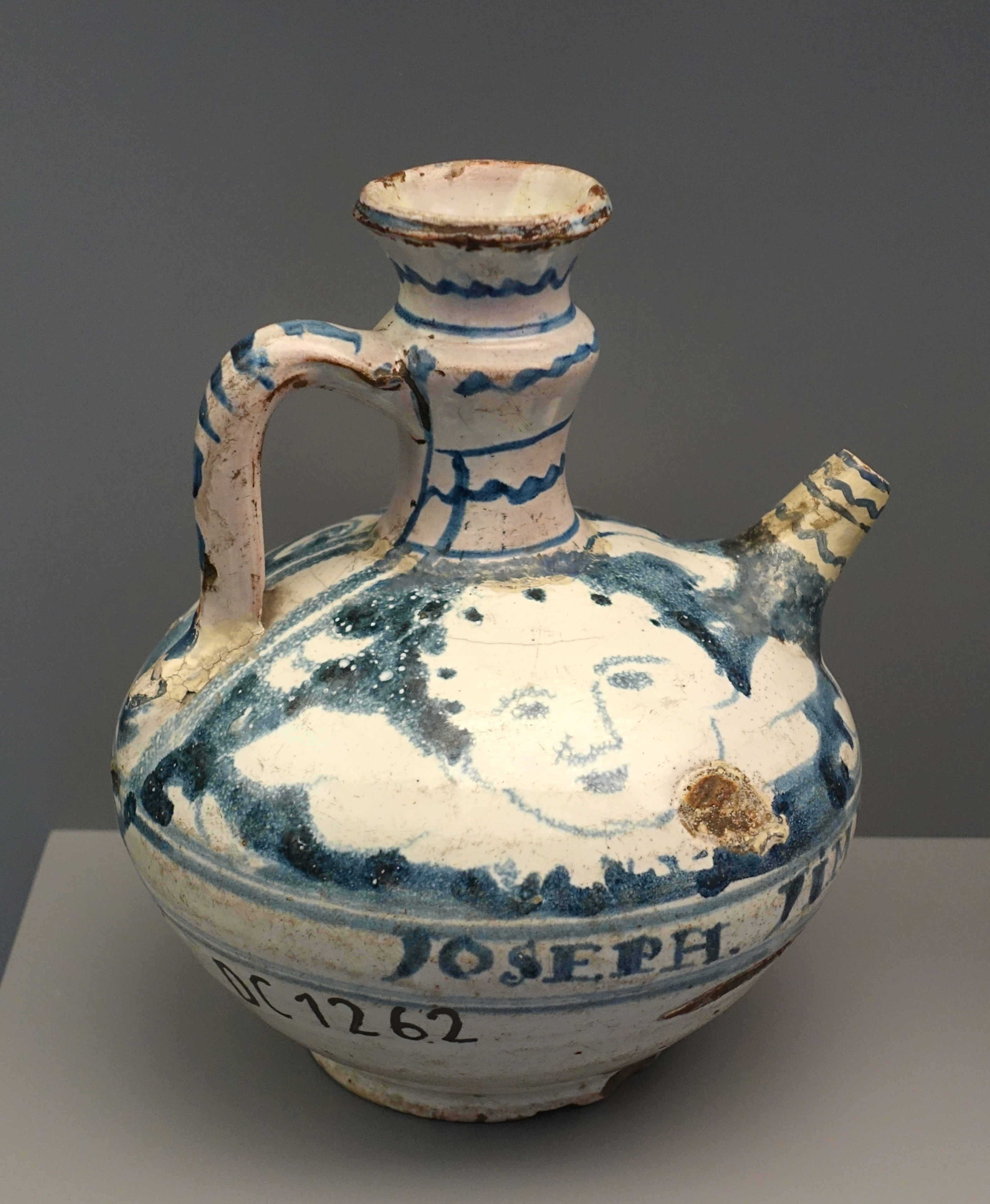
Alcuza vinagrera con decoración de querubines. Museo Nacional de Artes Decorativas
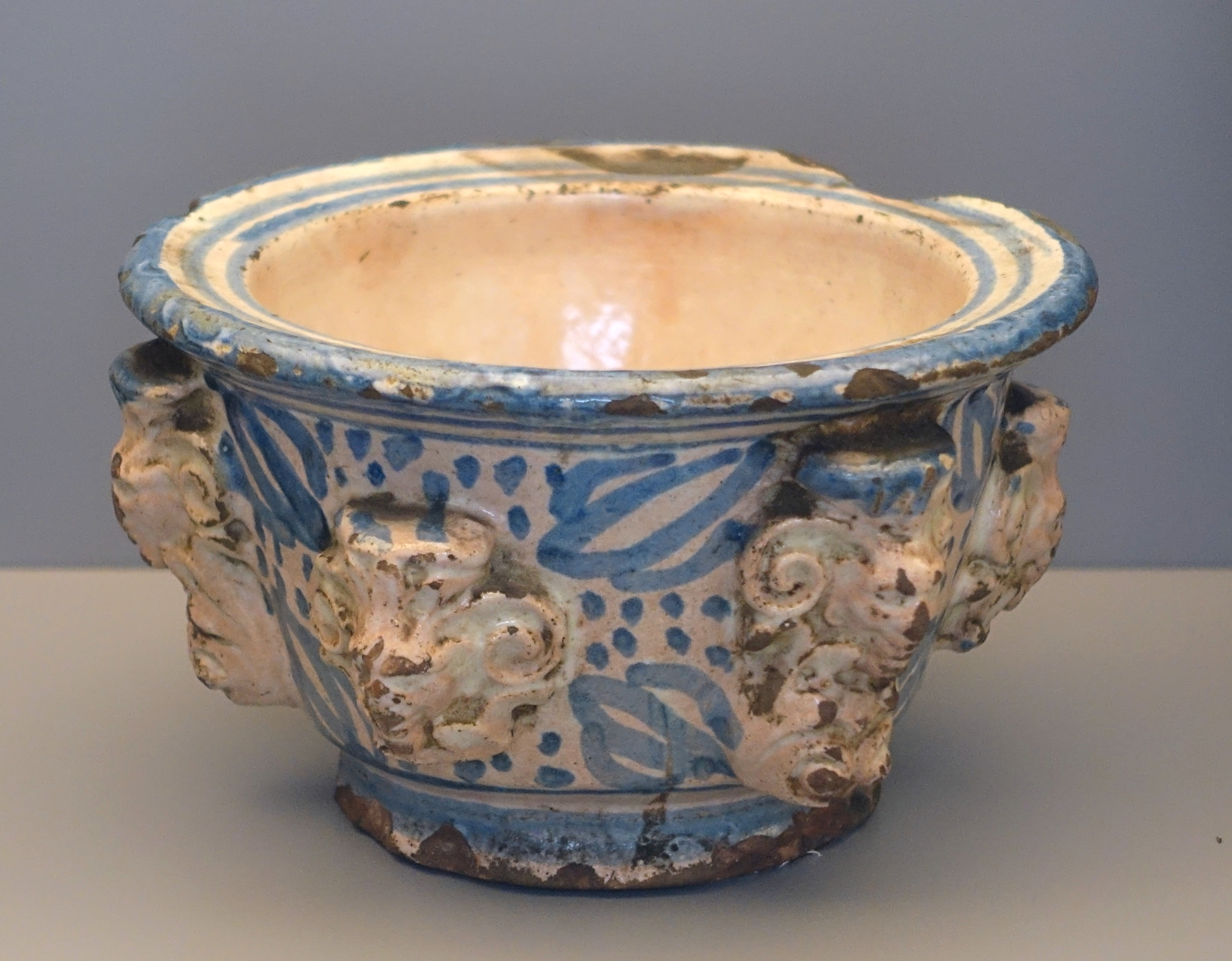
Mortero del siglo XIX con cabezas en relive. Museo Nacional de Artes Decorativas
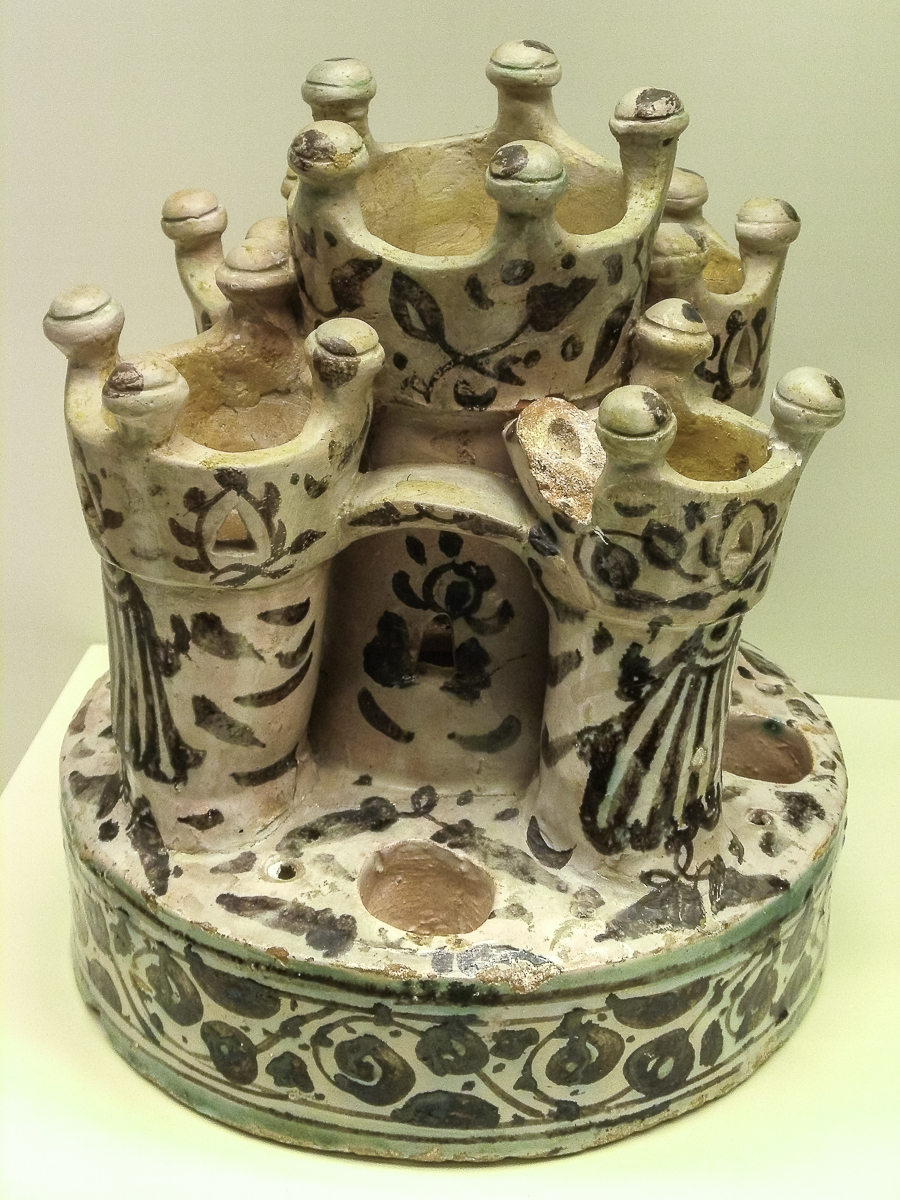
Castillo, una de las piezas con más fantasía del Museo de Teruel

### Azulejería
Presente en la arquitectura y la vivienda, la producción de azulejos en Teruel fue muy importante hasta el inicio del siglo XVII, con la expulsión de los moriscos de los territorios de la Corona de Aragón en 1610. El esplendor de la azulejería mudéjar se recuperaría tímidamente ya en el siglo XIX, con la ornamentación funeraria, como también ocurrirá en otros dos importantes focos alfareros aragoneses, Muel y Villafeliche.

### Familias alfareras
En la Guía de los alfares de España, trabajo de campo de los etnógrafos Vossen, Seseña y Köpke, publicado en 1975, se menciona como activos aún en Teruel los talleres de dos de las familias alfareras con más tradición en la capital, los Gorriz, maestros muy apreciado por su obra de basto o alfarería tradicional, y los Punter, más aplicados a la producción de loza verde y marrón.